# Ernst Landsberg
Ernst Landsberg, född den 12 oktober 1860 vid Aachen, död den 29 september 1927 i Bonn, var en tysk rättslärd.
Landsberg blev Dr. jur. 1879, privatdocent 1883 i Bonn, 1887 extra ordinarie och 1899 ordinarie professor där. Landsberg, som var elev till Stintzing, inlade särskilt som litteraturhistoriker stor förtjänst; hans fortsättning av Stintzings Geschichte der Deutschen Rechtswissenschaft (3:e avdelningen, 1:a halvbandet med notband 1892, 2:a halvbandet med notband 1910) är ett grundläggande arbete. Utöver rätts- och litteraturhistorien — Die Glosse des Accursius und ihre Lehre vom Eigenthum (1883), Zur Biographie von Christian Thomasius (1894), Der Geist der Gesetzgebung in Deutschland und Preussen 1888—1913 (1913), rektoratstalen Die Verdrängung des Rheinischen Fremdrechts (1914), Die Gutachten der rheinischen Immediat-Justiz-Kommission und der Kamp um die rheinische Rechts- und Gerichtsverfassung 1814—1819 (1914) och andra verk — behandlade Landsberg straff- och civilrätten: Injuria und Beleidigung (1886), Das Furtum des bösgläubigen Besitzers (1888), Die sogenannten Kommissivdelikte durch Unterlassung (1890) och den omfattande läroboken Das Recht des bürgerlichen Gesetzbuches vom 18. August 1896 (I—II 1904). Landsberg, som också var verksam som utgivare av bland annat Theodor Muthers Johannes Urbach (1882) och Azos Quæstiones (1888), skrev även en rad biografier till Allgemeine Deutsche Biographie.